# Tylophora zeylanica
Tylophora zeylanica är en oleanderväxtart som beskrevs av Joseph Decaisne. Tylophora zeylanica ingår i släktet Tylophora och familjen oleanderväxter. Inga underarter finns listade i Catalogue of Life.